# Intercosmos 8
Intercosmos 8 fue un satélite artificial científico soviético perteneciente al programa Intercosmos y a la clase de satélites DS (el segundo y último de tipo DS-U1-IK) y lanzado el 30 de noviembre de 1972 mediante un cohete Cosmos 2 desde el cosmódromo de Plesetsk.

## Objetivos
El objetivo de Intercosmos 8 fue continuar los estudios de Intercosmos 2 sobre la ionosfera terrestre y la concentración de electrones e iones positivos en la atmósfera superior, pero obteniendo datos a latitudes superiores.

## Características
El satélite tenía una masa de 340 kg y fue inyectado inicialmente en una órbita con un perigeo de 214 km y un apogeo de 679 km, con una inclinación orbital de 71 grados y un periodo de 93,2 minutos.
Estaba diseñado para obtener datos sobre la concentración de electrones e iones positivos en la vecindad de la nave, para medir la temperatura de electrones y la concentración total de los mismos en la vertical entre el satélite y la superficie terrestre y para medir las corrientes de electrones con energías superiores a 40 keV y de protones con energías mayores de 1 MeV.
Bulgaria contribuyó con un instrumento consistente en una trampa de iones. La República Democrática Alemana y Checoslovaquia contribuyeron con diferentes sensores.
Intercosmos 8 reentró en la atmósfera el 2 de marzo de 1973.

## Resultados científicos
Intercosmos 8 estudió la anomalía del Atlántico Sur y recogió datos sobre la temperatura de electrones en la ionosfera, con los que se modeló el comportamiento de los mismos en la magnetosfera terrestre. Los resultados sobre estudios ionosféricos del propio programa Intercosmos fueron objeto de estudio como un todo.